# Pierre de Jésus Maldonado
Pierre de Jésus Maldonado (Pedro de Jesús Maldonado Lucero), né le 15 juin 1892 à Chihuahua (Mexique) et mort fusillé le 11 février 1937 à Chihuahua, est un prêtre catholique mexicain, martyr de la révolte des Cristeros. Vénéré comme saint par l'Église catholique il est liturgiquement commémoré le 11 février.

## Biographie

### Enfance et jeunesse
Pierre de Jésus Maldonado est le fils d'Apolinar Maldonado et de son épouse, née Micaela Lucero. La famille a huit enfants. Il naît dans un quartier de la ville de Chihuahua du nom de 'San Nicolás', aujourd'hui 'Colonel Obrera'. Il entre au séminaire diocésain à l'âge de dix-sept ans. C'est un élève intellectuellement moyen, mais ayant une grande dévotion eucharistique. Il se forge l'idée, à cette époque du séminaire, de tenir toujours son cœur tourné vers le ciel et le tabernacle. 
Entre 1913 et 1914, alors que le Mexique traverse une époque de persécution religieuse menée par les autorités franc-maçonnes, la plupart des séminaristes poursuivent leurs études de l'autre côté de la frontière à El Paso au Texas, mais Pierre de Jésus préfère continuer les siennes à Chihuahua. À la fin de ses études au séminaire de Chihuahua, il est ordonné prêtre à la cathédrale d'El Paso par Mgr Schuler.
Pierre de Jésus Maldonado célèbre sa première messe le 11 février 1918 à l'église de la Sainte-Famille de Chihuahua, le jour de la fête de Notre-Dame de Lourdes pour laquelle il éprouve une grande dévotion. Il ignore encore que ce sera aussi le jour de sa propre mort.

### Ministère

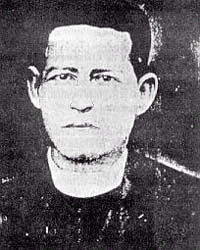
Don Maldonado, jeune prêtre.

Le jeune prêtre travaille auprès des indigènes Tarahumaras et s'efforce de réduire leur consommation d'alcool qui atteint des niveaux alarmants. Il demeure dans le district de Jiménez où il est harcelé plusieurs fois par des groupes maçonniques, même à l'intérieur de son église, durant les offices religieux. L'abbé Maldonado est sensible aux besoins de ses ouailles qu'il s'efforce de soutenir économiquement. Il pourvoit à l'éducation d'un orphelin pauvre, il est attentif à l'éducation catholique des enfants. Au catéchisme il explique l'histoire du Salut aux adolescents et aux adultes par le moyen de photographies.
Entre 1926 et 1929, la persécution que le régime inflige aux ecclésiastiques s'intensifie. L'abbé Maldonado est plusieurs fois convoqué au poste de police régional. Il doit plusieurs fois se cacher. En tant que curé de Santa Isabel, il doit faire face à l'affront des autorités gouvernementales. Au moment de la révolte des Cristeros, l'abbé Maldonado doit entrer en clandestinité, car tout l'État de Chihuahua est à feu et à sang et les prêtres, religieux ou religieuses, s'ils sont découverts, sont condamnés à la prison et souvent à la mort. Il est arrêté, avec quelques compagnons, le vendredi saint 1936 dans un village appelé La Boquilla, alors qu'il s'apprêtait à retourner dans sa cachette, de retour d'une visite à une moribonde qui demeurait près de la gare. Après son arrestation, on compte sur place deux cents cartouches sur le sol. Faute de preuve, il est libéré quelque temps plus tard.

### Martyre

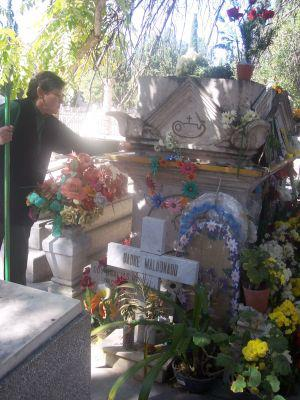
Tombe de Pierre de Jésus Maldonado.

Le mercredi des cendres 1937, c'est-à-dire le 10 février, il est découvert par les autorités gouvernementales, alors qu'il était caché dans une ferme. Il est arrêté et torturé au poste de police. Son œil gauche est crevé et il subit de nombreux traumatismes crâniens. Il est battu à mort le lendemain, dix-neuvième anniversaire de sa première messe et fête de Notre-Dame de Lourdes. Sa mort est constatée à 17 heures 15 par le juge. 
Quelque temps plus tard, les autorités changent le nom - comme beaucoup d'autres - du village (Santa Isabel) qui devient General Trías, afin d'effacer toute référence au Catholicisme dans l'État de Chihuahua. Pendant ce temps, l'ex-président Plutarco Elías Calles, qui avait lancé la persécution anti-catholique, s'installe en exil aux États-Unis, déshonorant définitivement le rôle de son parti au pouvoir. 

## Vénération
- Pierre de Jésus Maldonado est béatifié par Jean-Paul II en 1992 puis canonisé, avec d'autres martyrs mexicains, le 21 mai 2000 par ce même pape, sur la place Saint-Pierre à Rome. Il est liturgiquement commémoré le 11 février[1].
- Les reliques de saint Pierre de Jésus Maldonado se trouvent dans une urne de bois conservée dans la chapelle du Seigneur de Mapimí  de la cathédrale de Chihuahua. De plus, un reliquaire itinérant comprenant certains de ses restes visite périodiquement les églises du diocèse.
- Le confessionnal utilisé par le saint est toujours conservé à l'église du village de Santa Isabel. La Fraternité Saint-Pie-X vénère en sa chapelle de San José à Chihuahua le linge couvert de sang qui a recouvert le corps du saint à l'hôpital après sa mort.

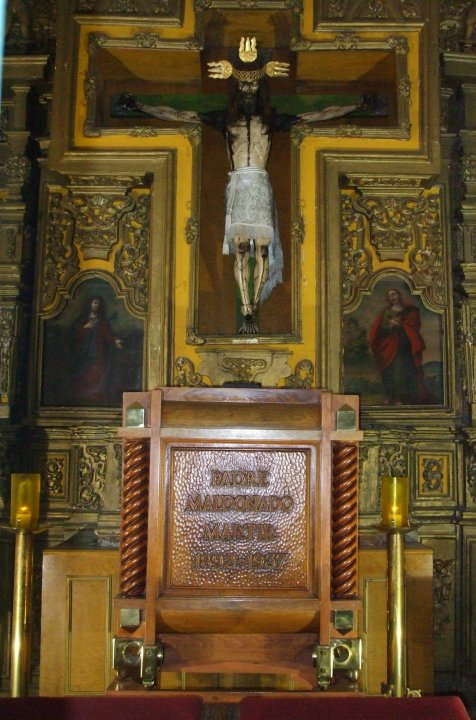
Reliquaire de saint Pierre de Jésus Maldonado à la cathédrale de Chihuahua.
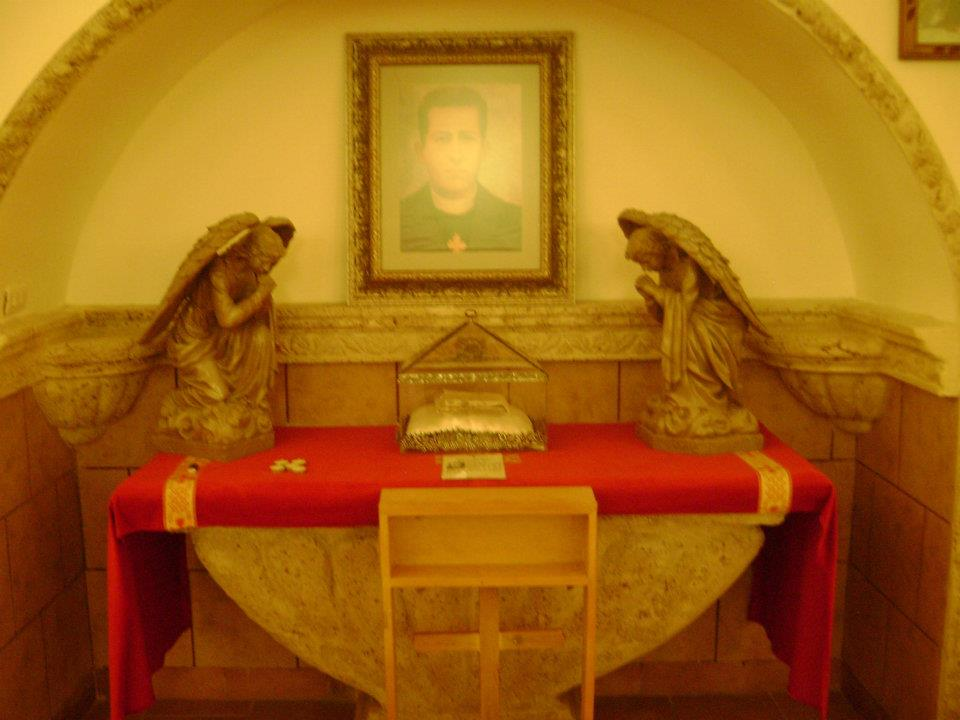
Linge ayant appartenu au saint conservé par la Fraternité Saint-Pie-X de Chihuahua.
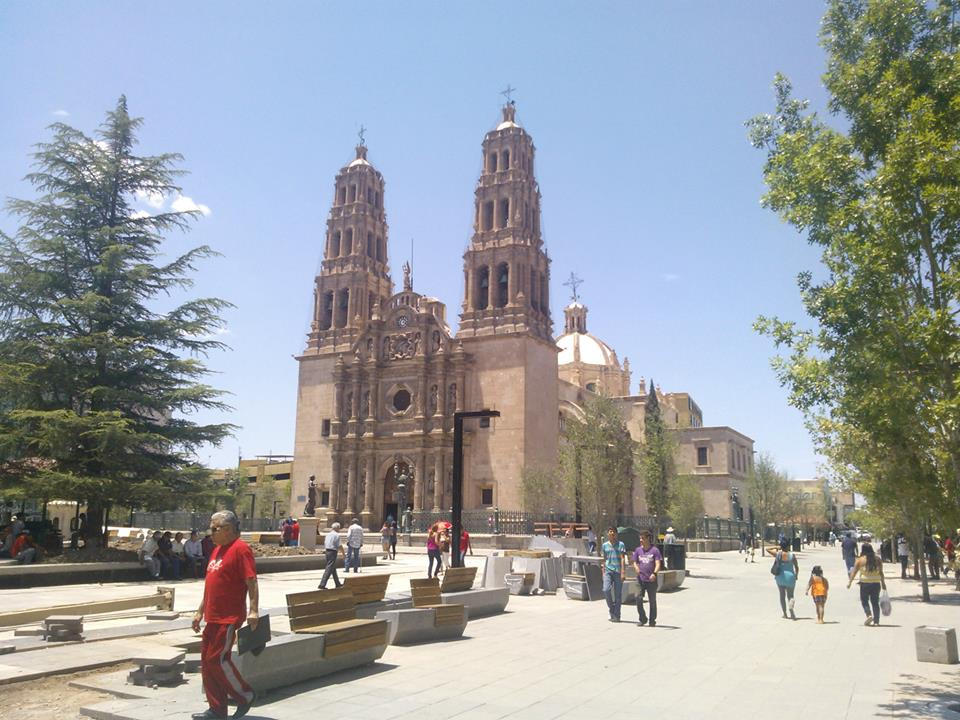
Cathédrale de Chihuahua.

### Articles liés
- Guerre des cristeros
- Martyrs de la guerre des Cristeros